# هنري كراوس (ممثل)
هنري كراوس (بالفرنسية: Henry Krauss)‏ هو مخرج وممثل فرنسي، ولد في 26 أبريل 1866 في الدائرة التاسعة في باريس في فرنسا، وتوفي في 15 ديسمبر 1935 في الدائرة الثامنة عشرة في باريس في فرنسا.

## أعمال

### أفلام
- (1927) نابليون

## وصلات خارجية
- هنري كراوس على موقع IMDb (الإنجليزية)
- هنري كراوس على موقع ألو سيني (الفرنسية)
- هنري كراوس على موقع أول موفي (الإنجليزية)
- هنري كراوس على موقع قاعدة بيانات الأفلام السويدية (السويدية)
- هنري كراوس على موقع قاعدة بيانات الفيلم (الإنجليزية)
- هنري كراوس على موقع كينوبويسك (الروسية)